# Riedebeck (Heideblick)
Riedebeck ist ein Ortsteil der Gemeinde Heideblick im Landkreis Dahme-Spreewald in Brandenburg.

## Geografie und Verkehrsanbindung
Der Ort liegt an der B 96 und am nördlich verlaufenden Gehrener Mühlenfließ.
Südöstlich von Riedebeck liegt das Landschaftsschutzgebiet Lausitzer Grenzwall zwischen Gehren, Crinitz und Buschwiesen.

## Sehenswürdigkeiten

### Baudenkmale
In der Liste der Baudenkmale in Heideblick sind für Riedebeck zwei Baudenkmale aufgeführt:
- die Dorfkirche Riedebeck mit Kirchhof einschließlich der Einfriedungsmauer mit Kirchhofportal
- der Schwedenstein (zwischen Riedebeck Kolonie 2 und 3)

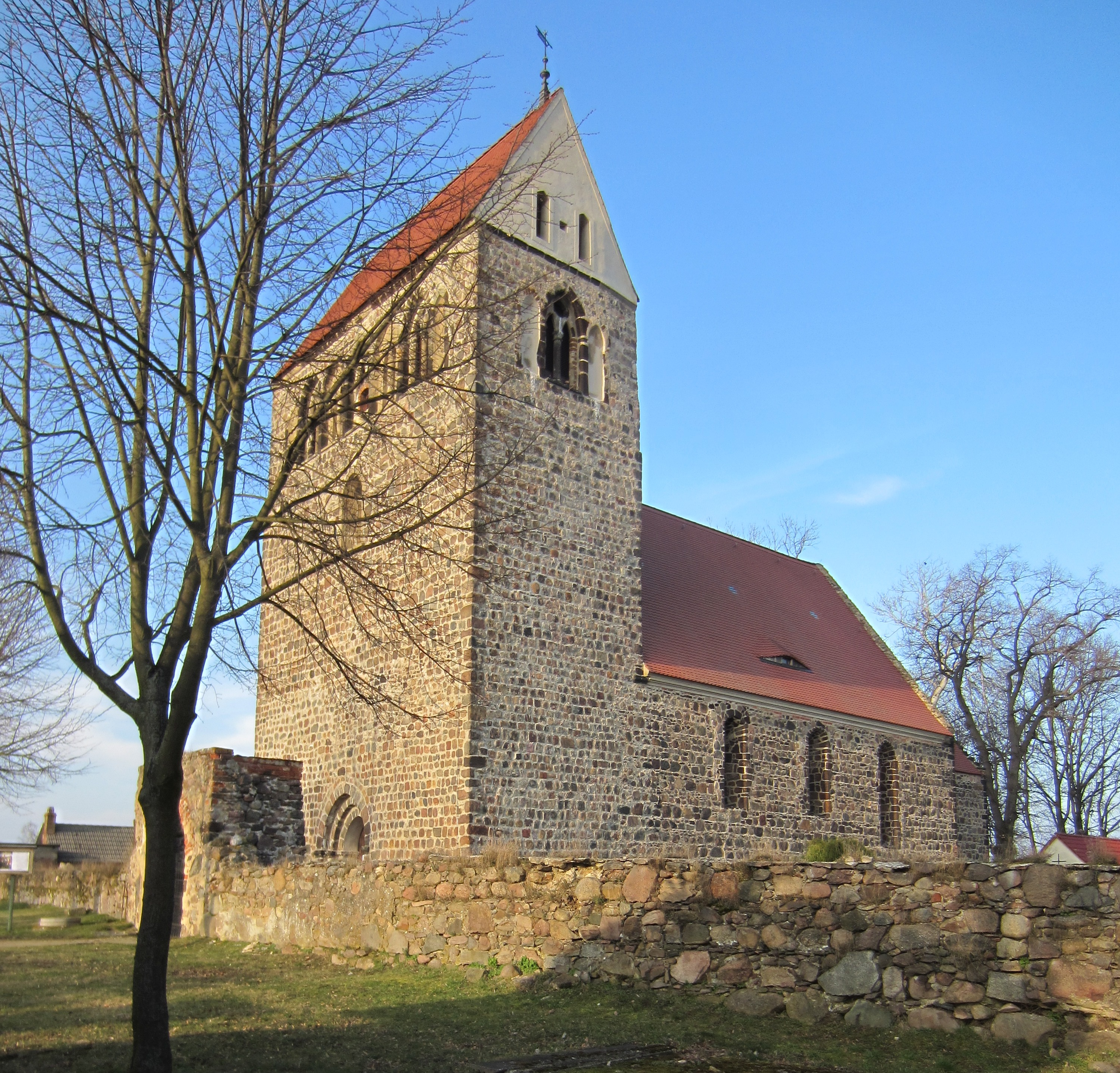
Dorfkirche Riedebeck
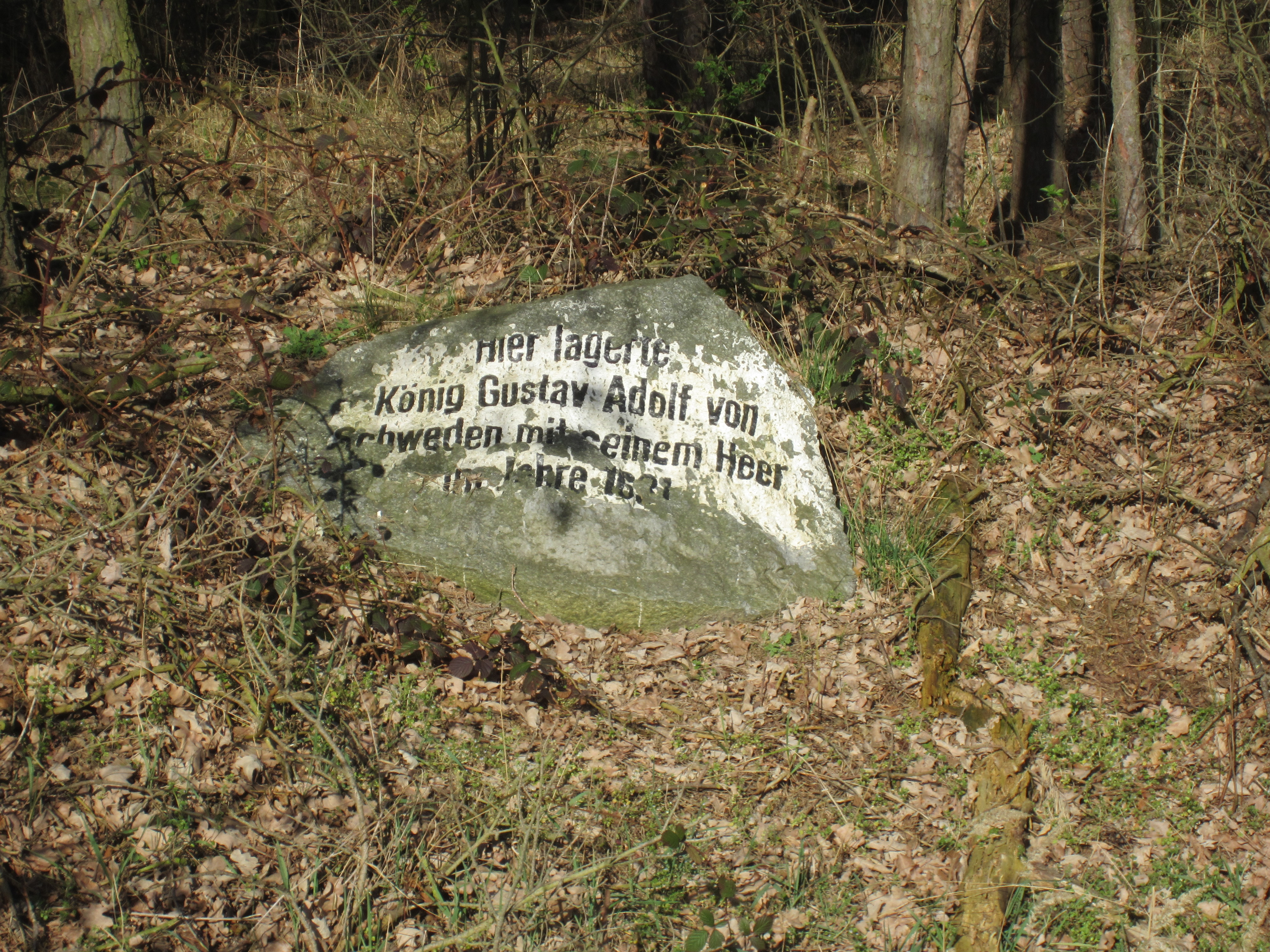
Schwedenstein